# زانکت پتر اوب یودنبورگ
زانکت پتر اوی یودنبورگ (به آلمانی: Sankt Peter ob Judenburg) یک منطقهٔ مسکونی در اتریش است که در مورتال واقع شده‌است. زانکت پتر اوی یودنبورگ ۵۰٫۳۶ کیلومتر مربع مساحت دارد ۷۵۰ متر بالاتر از سطح دریا واقع شده‌است.